# Kentropyx calcarata
Kentropyx calcarata là một loài thằn lằn trong họ Teiidae. Loài này được Spix mô tả khoa học đầu tiên năm 1825.

## Hình ảnh

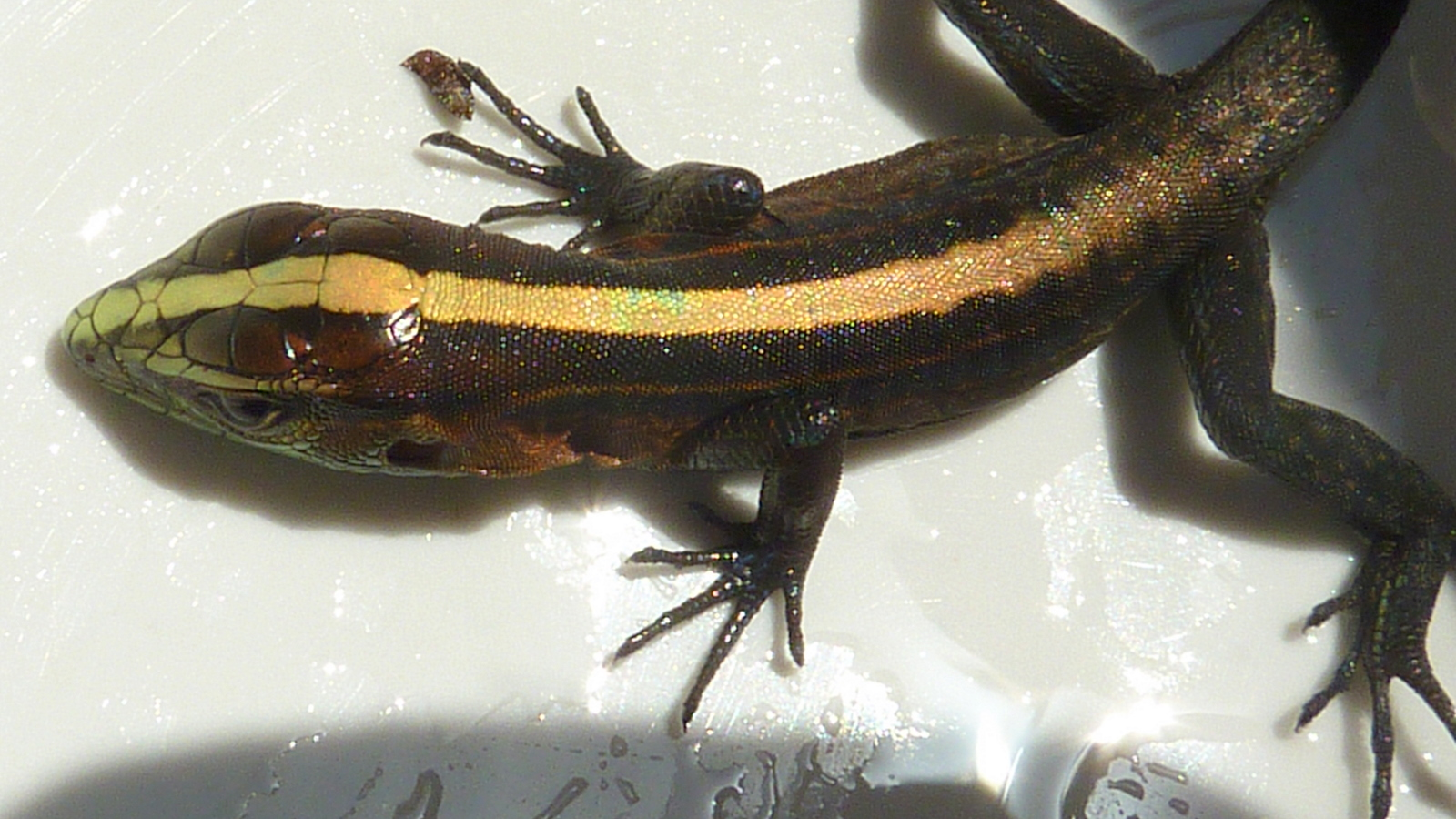
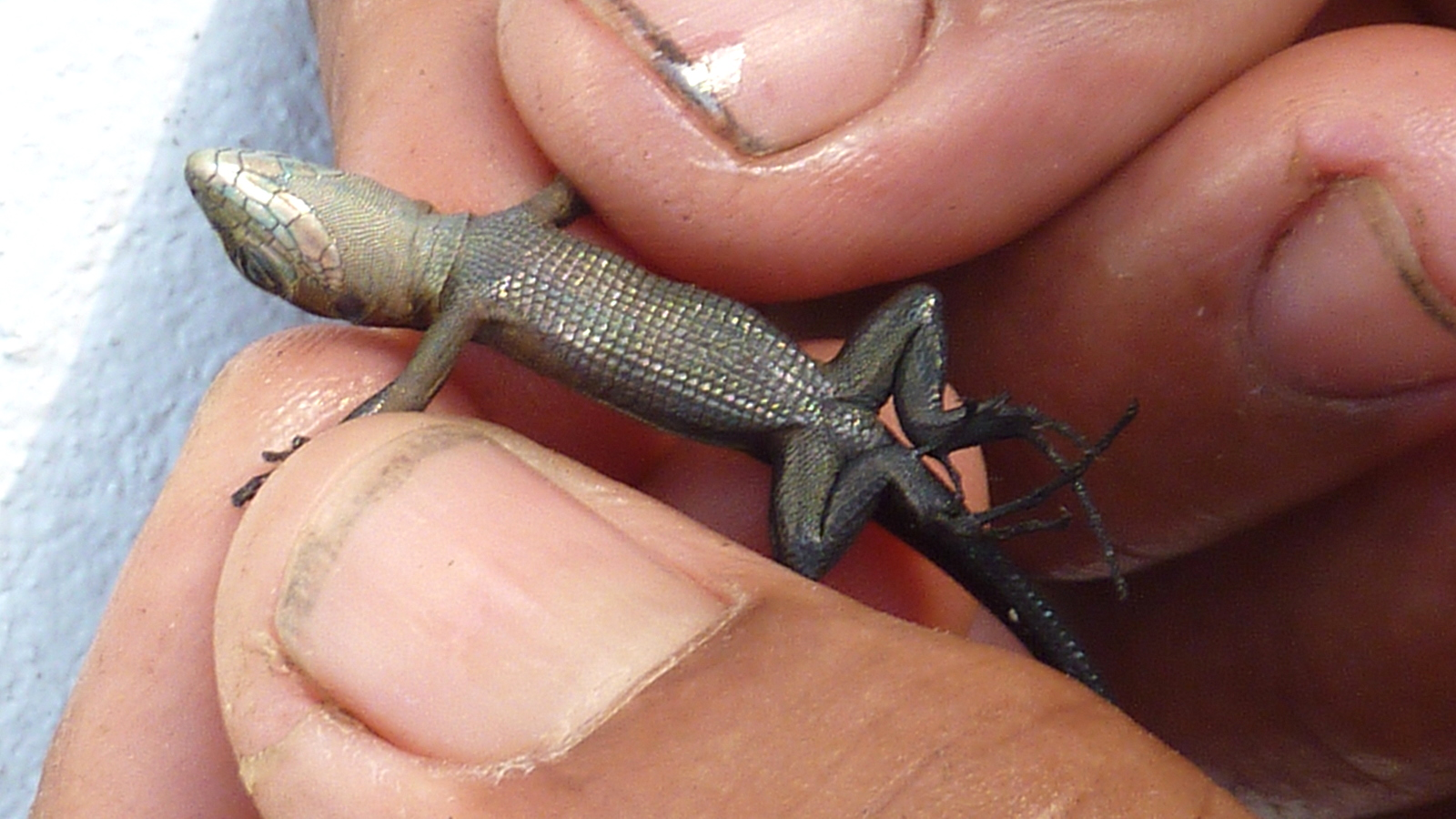
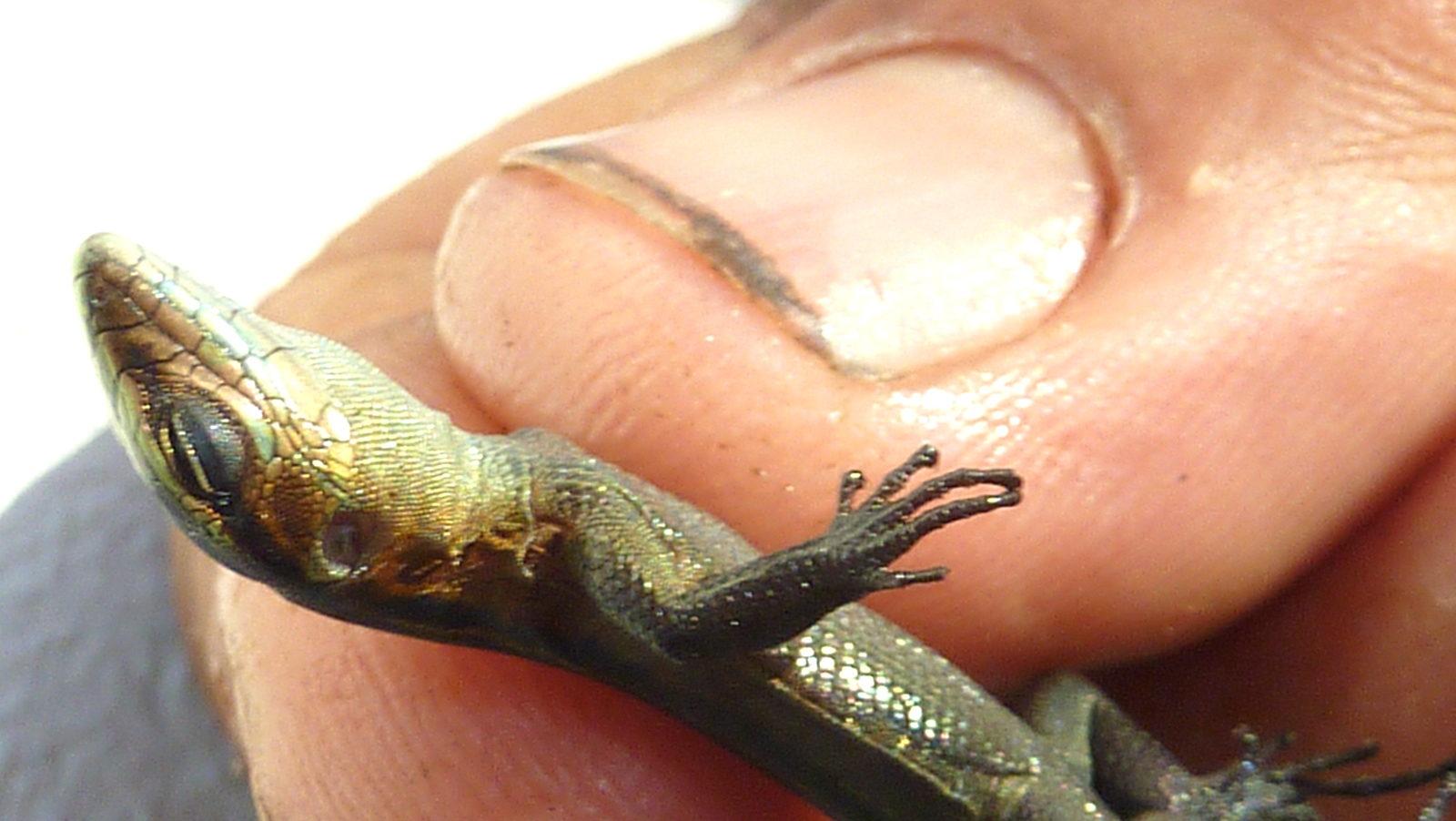
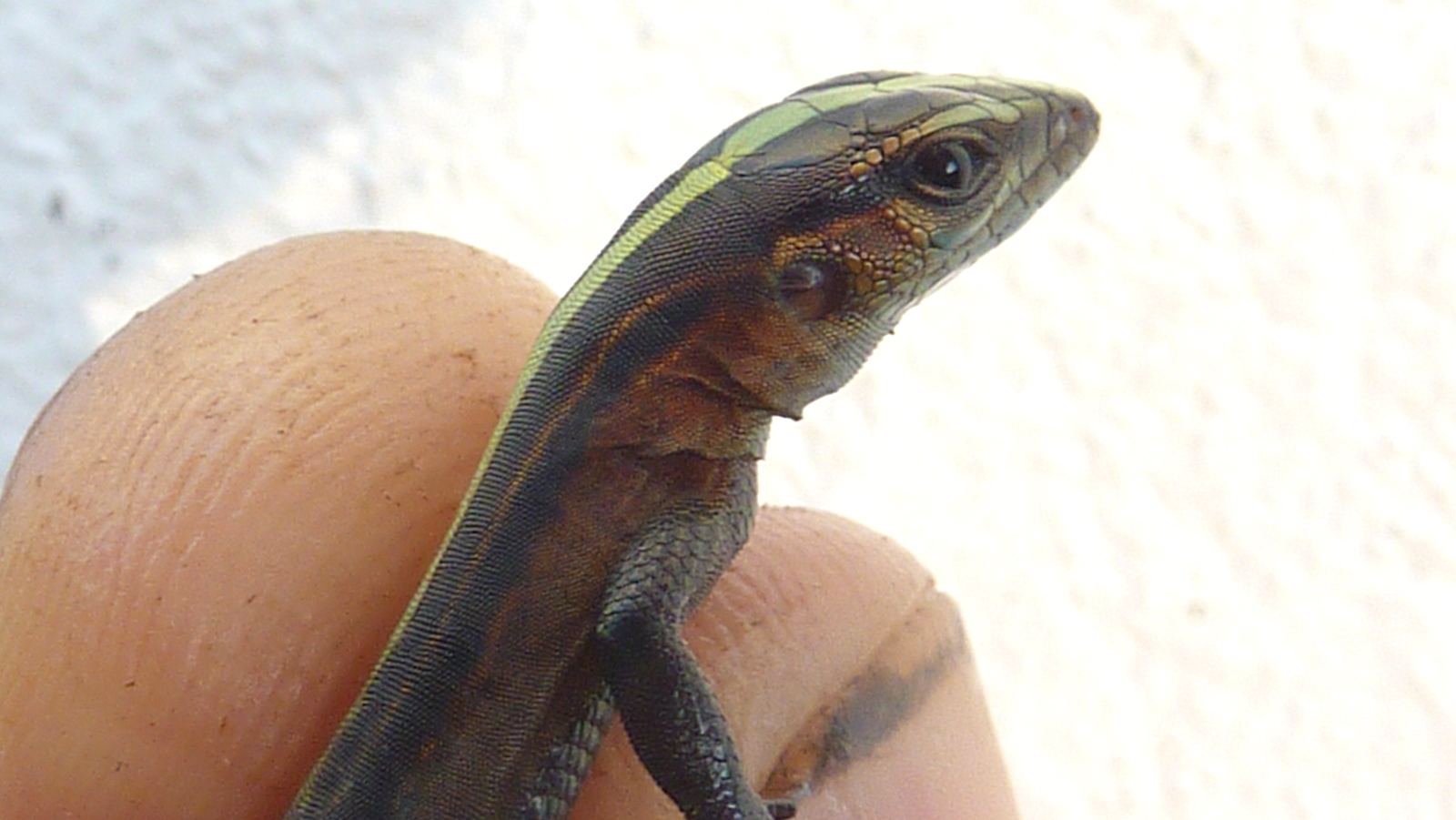